# 무안현경중학교
무안현경중학교(務安玄慶中學校)는 대한민국 전라남도 무안군 현경면 외반리에 있는 공립 중학교이다.

## 학교 연혁
- 1971년 1월 25일 : 무안현경중학교 설립 인가(18학급)
- 1971년 2월 20일 : 초대 추양휴 교장 부임
- 1971년 3월 8일 : 개교 및 입학식
- 2023년 3월 1일 : 제17대 김동현 교장 부임
- 2025년 2월 7일 : 제52회 졸업 20명(졸업생 총수 10,976명)

## 참고 자료
- 무안현경중학교 - 한국교육학술정보원 학교알리미